# Rue du Pré-Gauchet
La rue du Pré-Gauchet est une rue de Nantes, en France.

## Situation et accès
Cette artère rectiligne, située dans le quartier Malakoff - Saint-Donatien, longue de 200 mètres, débute rue Marcel-Paul, se termine quai Malakoff, et coupe la rue de Cornulier. Asphaltée, elle est ouverte à la circulation automobile.

## Historique
En 1906, Édouard Pied nous indique qu'il s'agit alors d'une petite voie privée, baptisée « impasse Pergeline » qui allait jusqu'à la prairie de Mauves (plus exactement au « chemin du Pont-de-l'Arche » appelé de nos jours « rue du Pont-de-l'Arche-de-Mauves »), coupant la rue de Cornulier au no 14. Néanmoins, la plupart des voies environnantes furent cédées à la ville par ses riverains dès les années 1868 à 1899.
En 1973, l'artère est détournée de son tracé initial afin de permettre la construction du centre de tri postal entre la partie nord-est de la rue et les voies ferrées de la gare de Nantes.
Dans le cadre du renouvellement urbain Malakoff Pré Gauchet des années 2000, la rue qui est alors bordée par quelques entrepôts, perd son caractère d'axe structurant au profit du nouveau mail Pablo-Picasso, en étant amputée des trois quarts de son tracé (les 200 derniers mètres du tronçon oriental de l'artère seront cependant englobés dans cette nouvelle voie).

## Rues latérales secondaires

### Allée de la Gallinule
Le conseil municipal approuve, le 20 juin 2008, l'attribution de ce nom en référence à la gallinule, oiseau Gruiformes courant en Loire-Atlantique,.

### Coordonnées des lieux mentionnés
1. ↑  Allée de la Gallinule : 47° 12′ 54″ N, 1° 32′ 20″ O